# Quars rosa
El quars rosa és una varietat de quars que exhibeix un color rosa pàl·lid a rosa vermellós. El color és degut a les traces de titani, ferro o manganès en el material massiu. Alguns quars rosa contenen agulles de rútil microscòpiquess que produeix asterisme en llum transmesa. Els estudis de difracció de raigs X recents suggereixen que el color es deu a les fibres microscòpiques primes de dumortierita.
Existeix també un tipus rar de quars rosa, anomenat amb freqüència quars rosa cristal·lí, el color del qual es creu que és causat per petites quantitats de fosfat o d'alumini. El color en els cristalls és aparentment fotosensible i subjecte a la decoloració. Els primers cristalls es van trobar en una pegmatita a prop de Rumford, (Maine, Estats Units), però la majoria dels vidres al mercat provenen de Mines Gerais, Brasil.
El quars rosa a es pot confondre amb la rodonita i la rodocrosita quan aquestes presenten colors pàl·lids i molt baix nivell d'inclusions. També es pot confondre amb la kunzita, la morganita i el topazi.